# Depot (Militär)

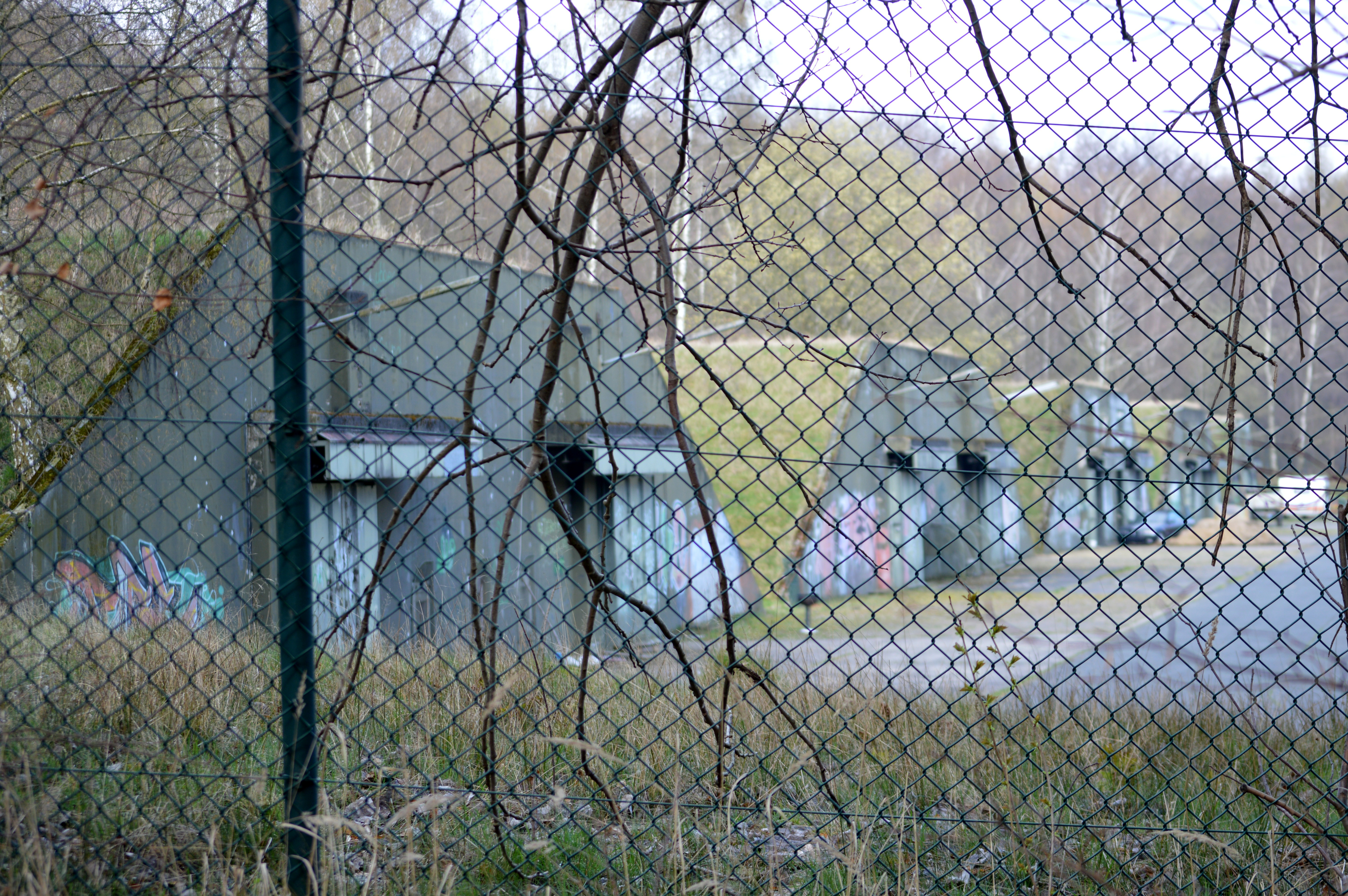
Lagerhäuser der Munitionsniederlage im Vorholz bei Wöhle

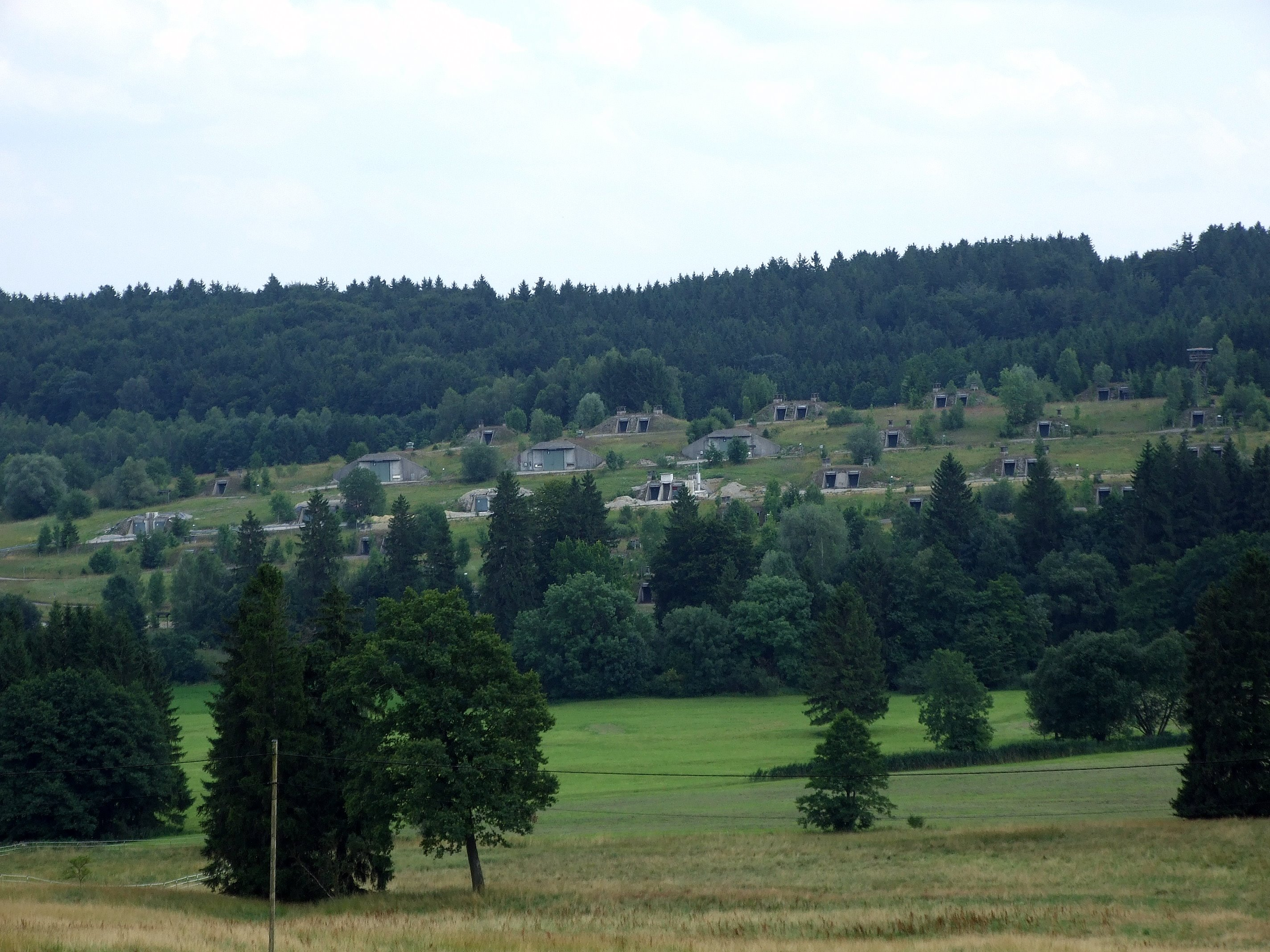
Sondermunitionslager Landsberg-Leeder bei Fuchstal

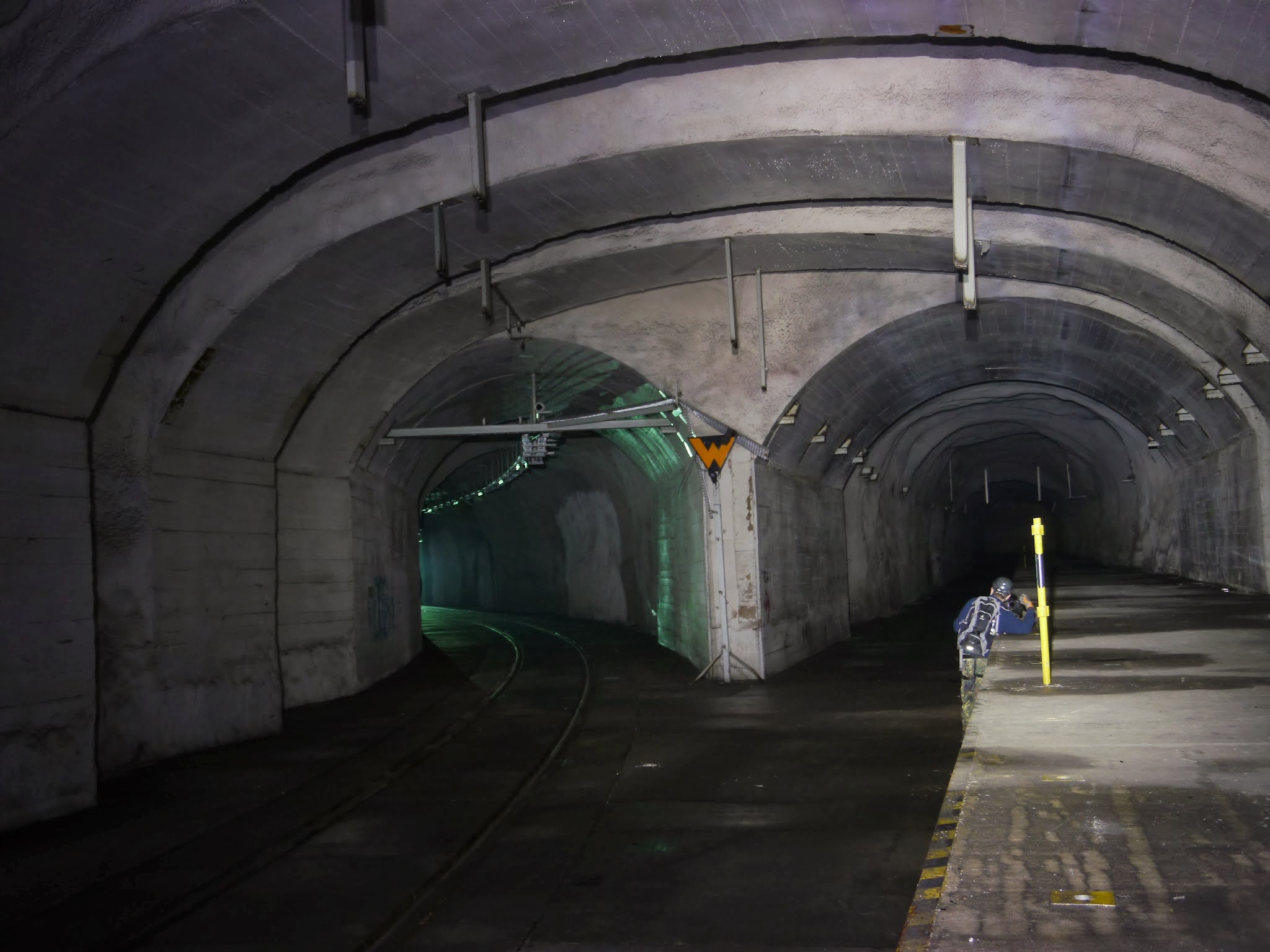
Gleisanschluss im verbunkerten Komplexlager 12 bei Halberstadt

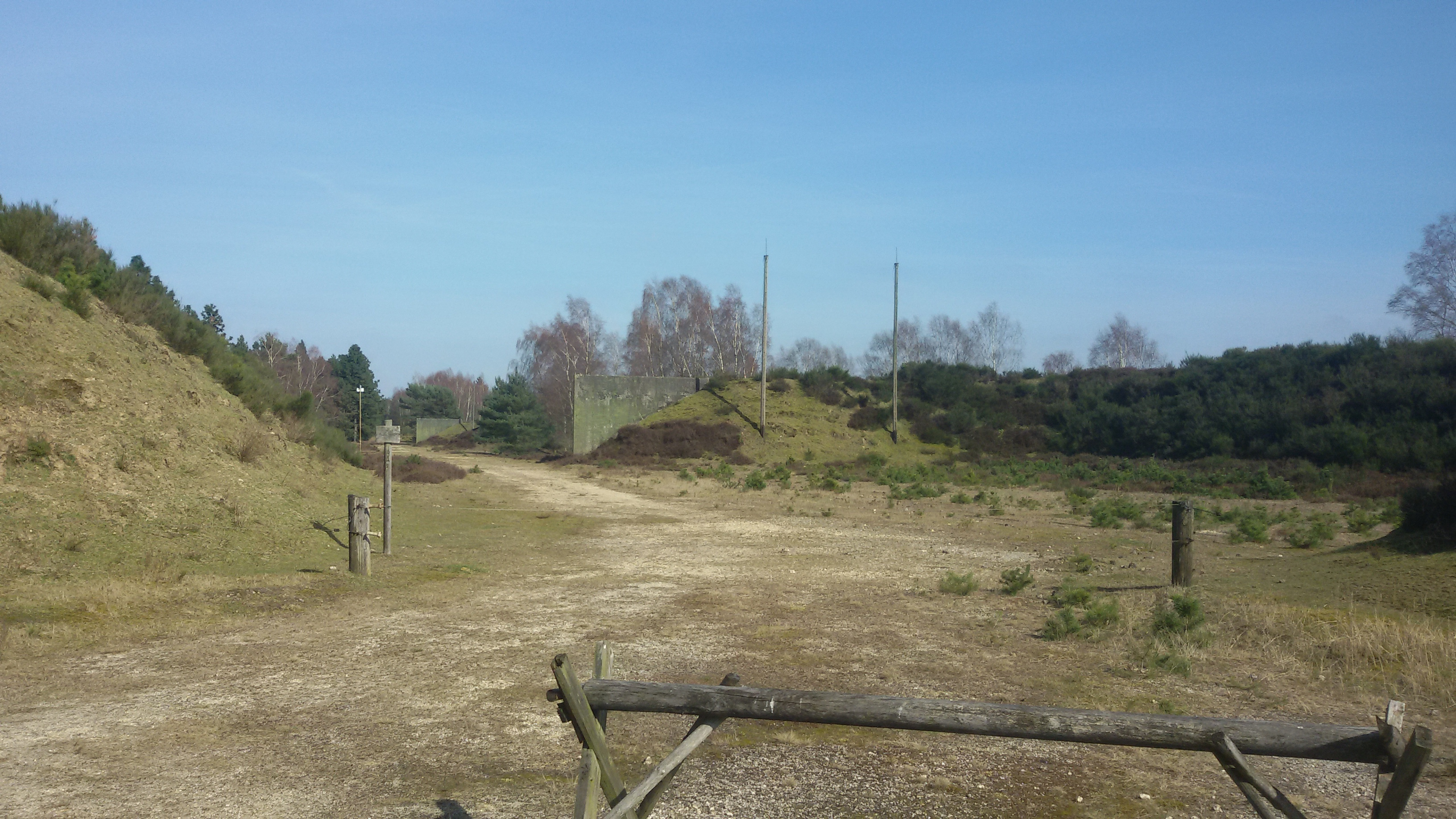
Ehemaliges Munitionsdepot Brüggen-Bracht im Brachter Wald

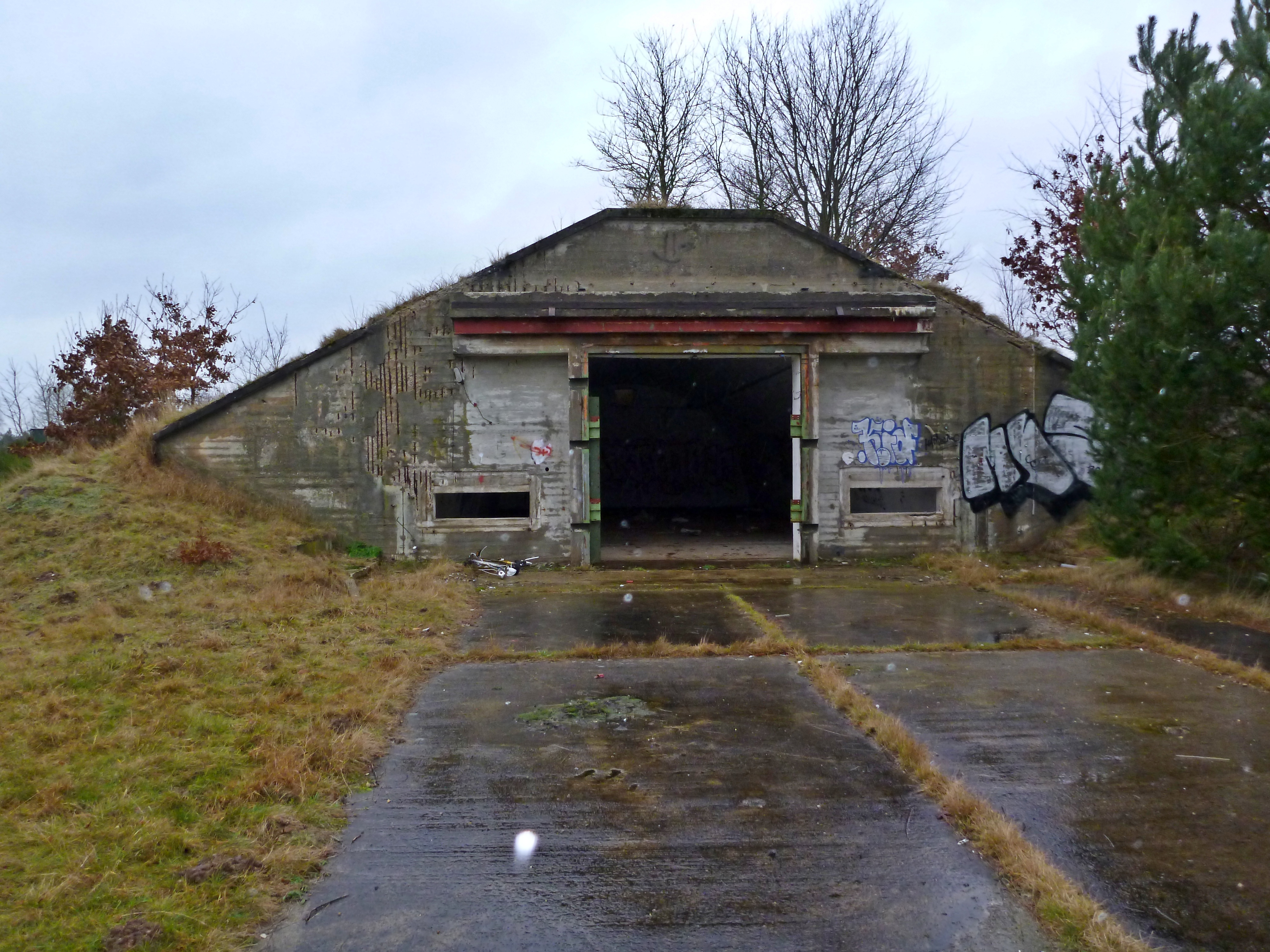
Lagerhaus im ehemaligen Sondermunitionslager Kellinghusen

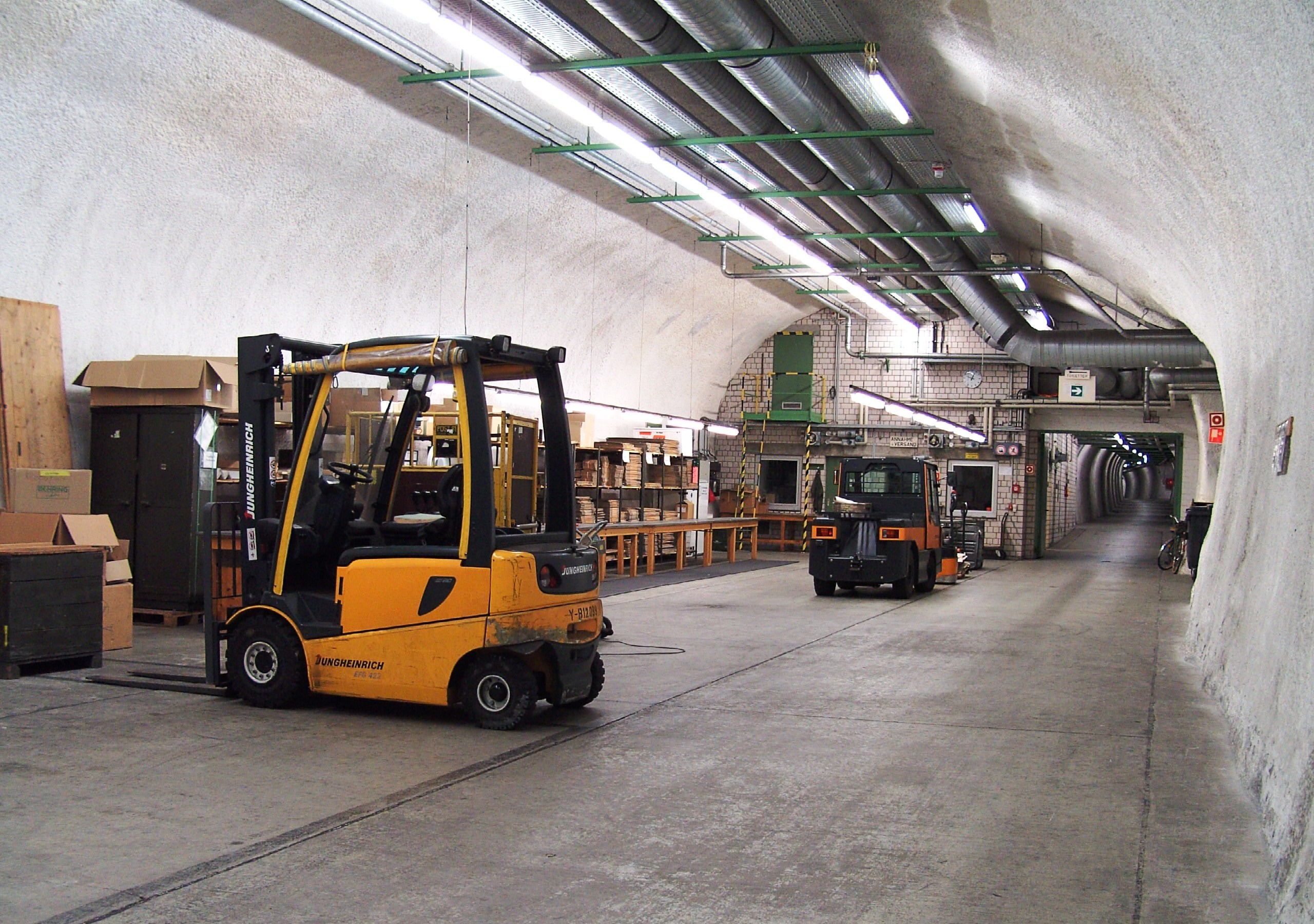
Warenannahme im Sanitätshauptdepot Lorch-Rheingau

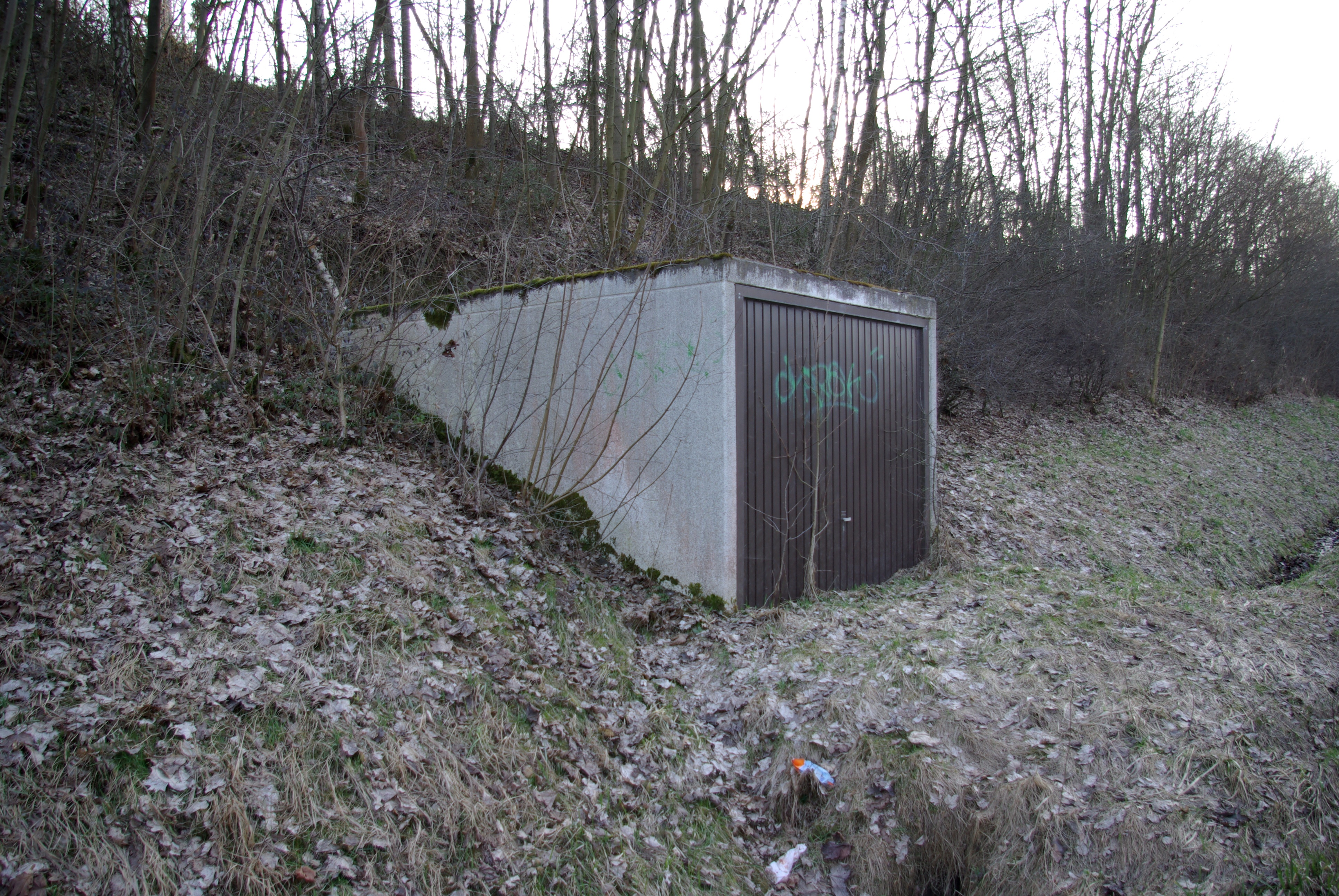
Sperrmittelhaus

Ein Depot ist eine militärische Liegenschaft zur Lagerung von Wehrmaterial.

## Lagergut
In den Depots lagern Streitkräfte wichtiges Wehrmaterial wie Waffen, Munition, Fahrzeuge, Sanitätsmaterial oder Kraftstoff.

## Ausführung
Depots sind militärische Einrichtungen, die meist von einem militärischen Sicherheitsbereich umgeben sind und daher durch bauliche Maßnahmen und Bewachung gegen Eindringen geschützt sind. Depots für sensibles Wehrmaterial (Artilleriemunition, Sprengstoff, Sondermunition usw.) sind meist verbunkert als Schutz gegen Luftangriffe oder Sabotage. Andere Versorgungsdepots für handelsübliche Güter sind abhängig von der militärischen Lage wie zivile Logistikzentren erbaut. Munitionsdepots sind aus Sicherheitsgründen meist abseits von Ortschaften und mit großem Abstand zwischen den Lagerräumen errichtet. Depots abseits von Kasernen sind aus Sicherheitsgründen zur Verschleierung meist in abgelegenen Waldgebieten errichtet. Manche Depots werden teileingegraben und zur Tarnung als begrünte Erdbauwerke ausgeführt. Einige Depots werden unterirdisch beispielsweise in alten Stollen errichtet. Um schwere Militärtransporte zu ermöglichen, sind Depots meist gut an die zivile oder militärische Verkehrsinfrastruktur angebunden; sie verfügen häufig über einen nahen Zugang zu Haupt- oder Fernstraßen, haben teils eigene Gleisanschlüsse oder liegen in der Nähe von Häfen und Flugplätzen.

## Zweck
Depots sind Teil der Logistik der Streitkräfte und dienen ähnlich wie zivile Lager der kurz- oder langfristigen Lagerung und des Umschlags von Wehrmaterial. Depots, die vor allem dem Ausbildung- und Übungsbetrieb der Streitkräfte dienen, sind häufig für die kurzfristige Lagerung von Munition und Kraftstoff angelegt. Sie sind aus Sicherheitsgründen häufig abseits der Kasernen angelegt, aber befinden sich häufig in der Nähe eines Truppenübungsplatzes, einer Kaserne, einer Munitionsanstalt oder einer Standortschießanlage.
Der Betrieb größerer Depots dient meist der Kriegsvorbereitung. Der präsente Teil der Streitkräfte (in der Bundesrepublik Deutschland: Feldheer) nutzt Depots in den vorgeschobenen Verfügungsräumen oder in der Nähe zu den vorbereiteten Artilleriestellungen zur Herstellung der schnellen Einsatzbereitschaft. In den Depots lagert Munition, Kraftstoff und Verpflegung für die erste Kriegsphase. Aus rückwärtigen Versorgungsdepots werden die Truppen im Einsatz mit Nachschub beliefert.
Der mobilzumachende Teil der Streitkräfte (in der Bundesrepublik Deutschland also im Kalten Krieg vor allem das Territorialheer) nutzt die meist in rückwärtigen Gebiet errichteten Depots zur Ausrüstung der einberufenen Reservisten. Diese Depots sind häufig gleichzeitig Meldeköpfe und Mobilmachungsstützpunkte. Die Depots enthalten von der persönlichen Ausrüstung bis zum Großgerät das gesamte notwendige Wehrmaterial zur Aufstellung von Verbänden. Da das dort eingelagerte Material meist zur Langzeitlagerung vorgesehen ist, also beispielsweise die Betriebsstoffe und Batterien von Kraftfahrzeugen zur Konservierung vor der Einlagerung entnommen werden, muss die Einsatzbereitschaft häufig zunächst hergestellt werden.